# Тлоке-Науаке

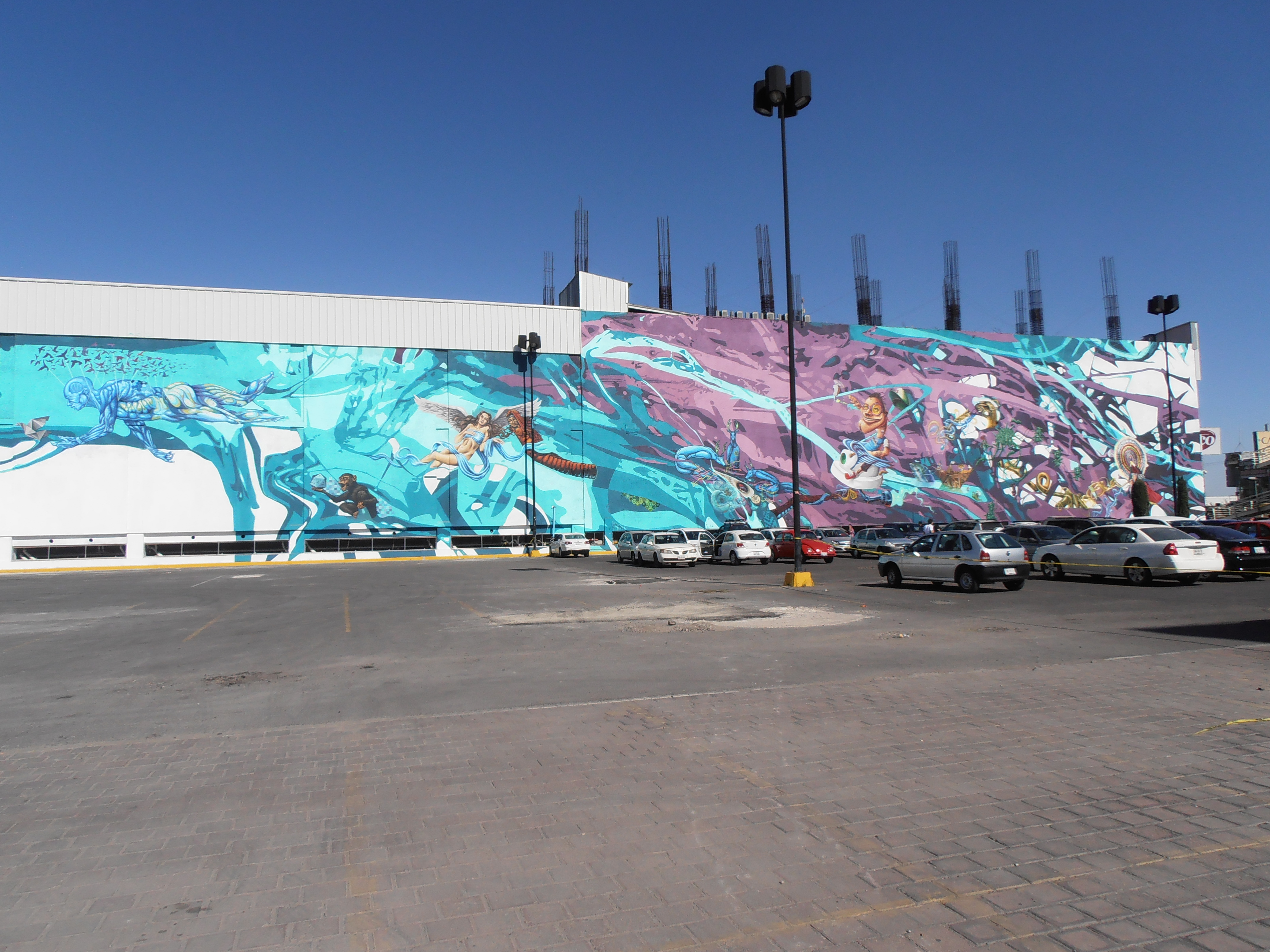
Сучасна фреска «Тлоке Науаке». м. Пуебла, вул. Атлішкайотля 1504

Тлоке-Науаке (Tloquenahuaque) — бог-творець, верховне божество в ацтекській міфології. Його ім'я перекладається «Той, хто тримає все в собі». Мав інше ім'я Іпальнемоуані (Той, ким ми всі живемо). В сучасній Мексиці у штаті Пуебло створено фреску під назвою Тлоке Науаке розміром 2 тис. м2

## Опис
Оскільки його не створювали скульптур та монолітів, а також не зображували, виходячи з того, що цей бог невидимий й потаємний. Тому його не можна було зображувати.

## Міфи
Спочатку він один з епітетів бога-творця Тонакатекутлі і бога вогню Шіутекутлі. В ацтеків його міф розвинувся з міфу з Ометеотля. Він творець Всесвіту, символ початку усього на землі і нескінечного простору.
Ацтекські тламатініме (філософи) створили концепцію верховного божества Тлоке Науаке (від «тлок» — близький простір, «науак» — єдність, далеке простір), якому, крім титулу всюдисущого, придавались інші титули: «Ніч і Вітер» (тобто невидиме і невідчутне), Животворящий, Той, що створює Сам Себе, Верховний Суддя.
Тлоке-Науаке пронизує весь світ, відзначаючи своєю божественною присутністю кожну річ і будь-яку живу істоту. Але він присутній в живій і неживій матерії пасивно, нічим не виявляючись. Завдання людини — виявити в собі божественну сутність: саме в цьому він зможе набути «правду» і протистояти смерті. Також розглядався як бог таємниці.
Згідно Фернандо де Альва Іштлільшочітль тольтеки приписували створення всесвіту, зірок, гір і тварин якомусь Тлоке Науаке (Володар всього сущого). При цьому він створив перших чоловіка і жінку, від яких відбулися всі мешканці землі. Ця «перша земля» була знищена «водою-сонцем».

## Культ
Жрецька школа альтепетля Тескоко стала уособлювати його з верховним творчим духом і спорудила йому спеціальний храм, але без зображення Тлоке-Науаке. Тлатоані Несауалькойотль поклонявся цьому богу, якого називав невидимим і не відчутним на дотик — Тлоке Науаке Йоаллі Еекатлю (Пан безпосередньої близькості, Ніч і Вітер). Він присвятив саме цьому богові багато пісень та поем.